# Johan Gómez
Johan Gómez (*Alausí, Ecuador, 10 de marzo de 1983). es un futbolista ecuatoriano que juega de defensa en el Gualaceo SC de la Serie B de Ecuador.

## Clubes
| Club              | País    | Año           |
| ----------------- | ------- | ------------- |
| Huaquillas FC     | Ecuador | 2004 - 2005   |
| Deportivo Quito   | Ecuador | 2005          |
| Imbabura          | Ecuador | 2006 - 2007   |
| El Nacional       | Ecuador | 2008          |
| Deportivo Quito   | Ecuador | 2009          |
| El Nacional       | Ecuador | 2010 - 2012   |
| Imbabura          | Ecuador | 2013          |
| Liga de Loja      | Ecuador | 2013          |
| Municipal Cañar   | Ecuador | 2014          |
| Deportivo Calceta | Ecuador | 2015          |
| Gualaceo SC       | Ecuador | 2016-presente |

## Palmarés

### Campeonatos nacionales
| Título              | Club            | País    | Año  |
| ------------------- | --------------- | ------- | ---- |
| Serie B de Ecuador  | Imbabura        | Ecuador | 2006 |
| Campeonato Nacional | Deportivo Quito | Ecuador | 2009 |